# Nepeta nepetoides
Nepeta nepetoides là một loài thực vật có hoa trong họ Hoa môi. Loài này được (Batt. ex Pit.) Harley mô tả khoa học đầu tiên năm 2003.